# Apparat Organ Quartet
Apparat Organ Quartet  è un gruppo islandese di musica elettronica formatosi a Reykjavík, fondato nel 1999 dal compositore e musicista Jóhann Jóhannsson.

## Caratteristiche
La band nei concerti e nelle registrazioni, utilizza vari strumenti musicali e dispositivi come il vocoder.
Fanno anche parte di un collettivo musicale di Reykjavík che include i membri di altri gruppi islandesi come: Sigur Rós, Múm, Kanada, Trabant, Funerals, Slowblow e altri.

## Discografia parziale

### Album
- Apparat Organ Quartet (12 Tónar, 2002)
- Romantika (2003)
- Pólýfónía (12 Tónar, 2010)